# Coos Bay, Oregon

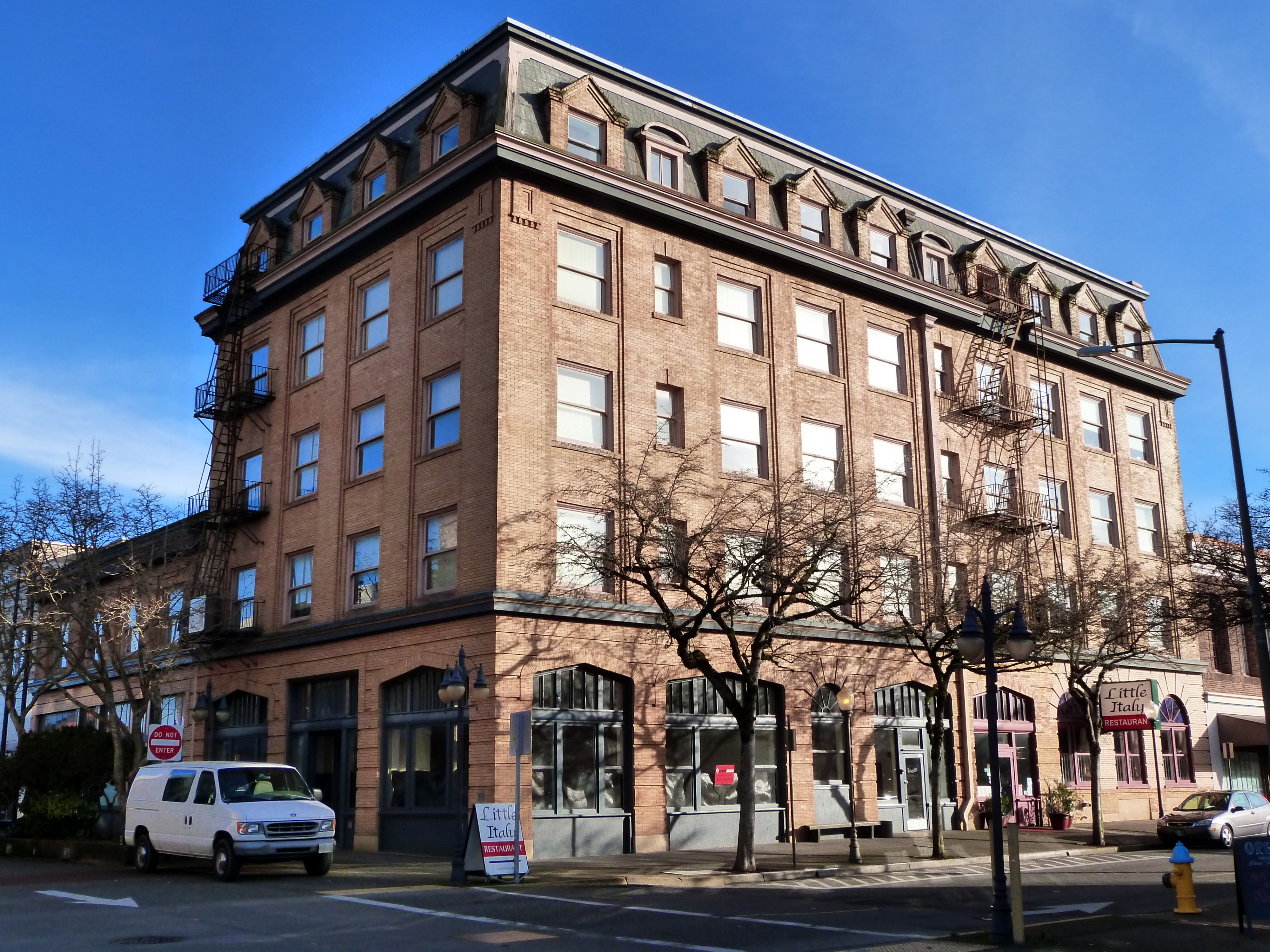
Chandler Hotel, uppfört 1909.

Coos Bay (coos: Atsixiis) är den största staden (city) i  Coos County i den amerikanska delstaten Oregon. Staden är belägen vid södra sidan av Coos Bay på Stillahavskusten och hade 15 967 invånare vid 2010 års folkräkning. Orten gränsar till den närbelägna staden North Bend, Oregon och de två städerna med angränsande småorter utgör tillsammans Coos Bay-North Bends tätortsområde.